# قابيل (مسلسل)
قابيل مسلسل مصري من إخراج كريم الشناوي ومن بطولة محمد ممدوح، أمينة خليل، ومحمد فراج، عُرض في شهر رمضان 1440 هـ الموافق لـ 6 مايو 2019م.

## نبذة
تدور الأحداث في إطار التشويق والإثارة حيث يتولى أحد محققي الشرطة التحقيق والبحث في جريمة خطف فتاة، حيث يحاول الوصول لمكانها وأيضًا تحديد هوية.

## طاقم العمل
- محمد ممدوح (طارق)
- أمينة خليل (سما)
- محمد فراج (آدم)[2]
- علي الطيب (عبد الرحمن)
- روزالين البيه (ساره)
- أحمد كمال (حمزة)
- نهى عابدين (شيماء)
- حسني شتا (أكرم)
- بسنت شوقي (سلمى)
- علي قاسم (عمر)
- نورا الفولي (جيسي)[3]
- تامر نبيل (عادل)
- عارفة عبد الرسول (صفية)

## وصلات خارجية
- صفحة مسلسل قابيل على موقع السينما.كوم